# Спадковий договір
Спадко́вий до́говір — договір, за яким одна сторона (набувач) зобов'язується виконувати розпорядження другої сторони (відчужувача) і в разі його смерті набуває право власності на майно відчужувача.
Спадковий договір отримав своє визнання з часів рецепції римського права у європейські правові системи. Але, саме римське приватне право визнавало виключно дві підстави для відкриття спадщини: за заповітом або за законом. Спадкового договору римське право не допускало у спадщині, воно оголошувало недійсними будь-які договори, які обмежували волю заповідача, і навіть договори про відмову від спадщини, що повинна була відкритися.
Разом з тим, Римський закон допускав, як особливий вид договору, дарування на випадок смерті, який не вважався обов'язковим для дарувальника і останній, у будь-який час до відкриття спадщини, міг його скасувати.
У Стародавньому Римі, як свідчать джерела, іноді зустрічалися договори щодо спадкування — pacta de seccessione futura, але вони не мали юридичної сили.
Цивільний кодекс України передбачає низку нових інститутів, які раніше не були відомі нашому цивільному законодавству. Таким є інститут спадкового договору.
Спадковий договір з такою назвою був відомий і застосовувався на території України задовго до його законодавчого врегулювання в сучасному розумінні. З поширенням у 1811 році дії положень Цивільного кодексу Австрії на території західноукраїнських земель, які перебували у складі Австрійської монархії, аж до 1933 року, коли почав діяти Польський кодекс зобов'язань. Згідно з чинним на той час законодавством, спадковий договір був однією з підстав спадкування, поряд із заповітом та законом, і вважався чинним лише за умови укладення його між подружжям. Сучасне правове регулювання інституту спадкового договору в Україні кардинально відрізняється від його правового регулювання за часів перебування західноукраїнських земель у складі Австрійської монархії.
На сьогодні небагато українців знають, що, крім спадкування за заповітом або за законом, майно може перейти до іншої особи після смерті власника на підставі спадкового договору.
Законодавством України включено спадковий договір до Книги шостої Цивільного кодексу України, що, в свою чергу, зумовлює необхідність визначення правової природи спадкового договору, встановлення його специфічних ознак.
Так, статтею 1302 Цивільного кодексу України визначено, що за спадковим договором одна сторона (набувач) зобов'язується виконувати розпорядження другої сторони (відчужувача) і в разі його смерті набуває право власності на майно відчужувача.
Слід зазначити, що до спадкового договору не застосовуються норми спадкового права. Згідно з Цивільним кодексом України сутність спадкового договору полягає в тому, що за таким договором відбувається розпорядження належним відчужувачеві майном ще за життя, але із набуттям набувачем права власності на майно після смерті відчужувача.
Істотною умовою спадкового договору є його предмет, яким виступає майно відчужувача.
Інститут спадкового договору має більш тісний зв'язок з підгалуззю зобов'язального, а не спадкового права, оскільки виступає різновидом договорів про передачу майна у власність. Схожість спадкового договору із спадкуванням виявляється в спільності основної юридичної підстави виникнення права на спадкування у спадкоємців і права власності у набувача, якою є смерть фізичної особи — відчужувача.
Як вже зазначалось вище, учасниками спадкового договору є відчужувач та набувач.
Відчужувачем у спадковому договорі може бути подружжя, один із подружжя або інша особа.
Набувачем у спадковому договорі може бути фізична або юридична особа.
Відчужувачем може бути одна або кілька фізичних осіб — подружжя, один із подружжя або інша особа. При укладенні спадкового договору набувач, якщо він є спадкоємцем за заповітом або за законом, не втрачає права на спадкування у тій частці майна, яка не була визначена договором.
Особливості спадкового договору за участі подружжя полягають в тому, що предметом спадкового договору може бути майно, яке належить подружжю на праві спільної сумісної власності, а також майно, яке є особистою власністю будь-кого з подружжя.
Спадковим договором може бути встановлено, що в разі смерті одного з подружжя спадщина переходить до другого, а в разі смерті другого з подружжя його майно переходить до набувача за договором. Стаття 1304 Цивільного кодексу України встановлює вимоги до форми спадкового договору.
Так, спадковий договір укладається у письмовій формі і підлягає нотаріальному посвідченню, а також державній реєстрації у Спадковому реєстрі в порядку, затвердженому Кабінетом Міністрів України.
Спадковим реєстром є електронна база даних, яка містить відомості, зокрема, про посвідчені спадкові договори.
У разі недодержання сторонами зазначених вимог спадковий договір визнається нікчемним.
Зазначені умови мають істотне юридичне значення і застосовуються незалежно від того, чи є предметом спадкового договору нерухоме або рухоме майно.
Сторони спадкового договору мають відповідні права й обов'язки.
Так, статтею 1305 Цивільного кодексу України передбачено, що набувач у спадковому договорі може бути зобов'язаний вчинити певну дію майнового або немайнового характеру до відкриття спадщини або після її відкриття.
Зазначені дії мають здійснюватись в залежності від розпоряджень відчужувача, до або після настання його смерті.
Із положень глави 90 Цивільного кодексу України вбачається, що набувач здійснює покладені на нього договором обов'язки за свій рахунок і не має права на відшкодування витрат та сплату винагороди за рахунок майна, призначеного йому відчужувачем.
Водночас, відчужувач має право призначити особу, яка після його смерті буде здійснювати контроль за виконанням спадкового договору.
У разі відсутності такої особи контроль за виконанням спадкового договору здійснює нотаріус за місцем відкриття спадщини.
Враховуючи зазначене, спадковий договір є двостороннім правочином, за концепцією якого набувач зобов'язаний вчинити певні дії за вказівкою відчужувача, взамін чого до нього переходить право власності на майно. Тому коло обов'язків набувача має визначатися вже виходячи не з одностороннього волевиявлення відчужувача, а зі спільної згоди сторін, враховуючи договірний характер правовідносин.
Стаття 1307 Цивільного кодексу України встановлює гарантії додержання прав та законних інтересів учасників спадкового договору.
З метою недопущення переходу майна, що є предметом спадкового договору, до третіх осіб, нотаріус одночасно з посвідченням цього договору накладає на зазначене майно заборону відчуження та вносить відомості про нього до Єдиного державного реєстру заборон відчуження об'єктів нерухомого майна. Зняття заборони відбувається після смерті відчужувача на підставі свідоцтва про смерть.
Заповіт, складений відчужувачем щодо майна, вказаного у спадковому договорі, є нікчемним незалежно від часу його складання. Якщо у заповіті містяться розпорядження не лише стосовно майна, яке є предметом спадкового договору, але і стосовно іншого майна спадкодавця, такий заповіт визнається недійсним лише у частині розпорядження майном, вказаним у спадковому договорі.
Оскільки спадковий договір пов'язаний з особами його учасників, положеннями статті 1308 Цивільного кодексу України визначено право сторін звертатись до суду з метою дострокового розірвання договору.
Спадковий договір може бути розірвано судом на вимогу відчужувача у разі невиконання набувачем його розпоряджень.
Спадковий договір може бути розірвано судом на вимогу набувача у разі неможливості виконання ним розпоряджень відчужувача.
На вимогу набувача спадковий договір може бути розірвано судом як до смерті, так і після смерті відчужувача. Для цього має бути встановлена неможливість виконання ним розпоряджень відчужувача.
У разі смерті набувача спадковий договір вважається припиненим. У цьому випадку спадкоємці набувача мають право вимагати від відчужувача відшкодування витрат, яких вони зазнали при виконанні спадкового договору в тій частині зобов'язань, які були виконані набувачем до його смерті.
Якщо відповідно до спадкового договору набувач зобов'язаний був вчинити певні дії після смерті відчужувача, то у разі смерті набувача обов'язок вчинити ці дії переходить до його спадкоємців.
Отже, спадковий договір має подвійну правову природу: він одночасно є і розпорядженням на випадок смерті, і договором, змістом якого обумовлюються його істотні умови.